# Brad Furman
Brad Furman est un réalisateur et producteur américain.

## Biographie
Après avoir été l'assistant de Julia Roberts pour les films Erin Brockovich, seule contre tous et Le Mexicain au début des années 2000, il écrit et réalise plusieurs courts métrages.
Brad Furman réalise son premier long-métrage The Take, qui sort en 2007. John Leguizamo tient le rôle principal de ce thriller policier avec également Tyrese Gibson, Bobby Cannavale et Rosie Perez.
Il met ensuite en scène La Défense Lincoln, qui sort en 2011. Matthew McConaughey y incarne un avocat prêt à tout pour défendre les petits criminels qu’il défend. Il travaille à l’arrière de sa voiture, une Lincoln Town Car. Le film connaît un beau succès critique et public.
Deux ans plus tard, il revient à Players dans lequel il dirige Justin Timberlake, Ben Affleck et Gemma Arterton. Le film reçoit des critiques négatives mais engendre tout de même des recettes de plus 60 millions de dollars dans le monde pour un budget de moitié.
En 2015, il dirige le clip de What Do You Mean? de Justin Bieber. Il revient ensuite au thriller avec Infiltrator, inspiré de l'histoire de Robert Mazur, agent spécial expérimenté du United States Customs Service, qui enquête sur Pablo Escobar et une banque internationale impliquée dans le trafic, la Bank of Credit and Commerce International et infiltre le cartel de Medellín. Il y retrouve John Leguizamo alors que le premier rôle revient à Bryan Cranston. Le film est un échec au box-office avec seulement 15 436 808 $.
Pour son film suivant, City of Lies, il s'inspire d'une autre histoire vraie. Johnny Depp y campe l'inspecteur Russell Poole qui, dans les années 1990, enquête sur la corruption au sein de la division Rampart du LAPD. Ces évènements sont également liés aux assassinats des célèbres rappeurs The Notorious B.I.G. et Tupac Shakur.

## Filmographie
Sauf indication contraire, les informations mentionnées dans cette section peuvent être confirmées par la base de données cinématographiques IMDb,  présente dans la section « Liens externes ».

### Réalisateur
- 2003 : The Stranger (court-métrage) (également scénariste et producteur)
- 2002 : Fast Forward (court-métrage) (également scénariste et producteur)
- 2003 : Unbroken (court-métrage) (également scénariste et producteur)
- 2005 : Buried Alive in the Blues (documentaire) (également producteur)
- 2008 : The Take
- 2011 : La Défense Lincoln (The Lincoln Lawyer)
- 2013 : Players (Runner Runner)
- 2015 : What Do You Mean? de Justin Bieber (clip)
- 2016 : Infiltrator (The Infiltrator)
- 2018 : City of Lies
- 2025 : Tin Soldier

### Assistant
- 2000 : Erin Brockovich, seule contre tous (Erin Brockovich) de Steven Soderbergh (assistant de Julia Roberts)
- 2001 : Le Mexicain (The Mexican) de Gore Verbinski (assistant de Julia Roberts)